# Moster (ö)
Moster är en ö i sydöstra Bømlo kommun i Sunnhordland i Vestland fylke i västra Norge. Ön är tolv kvadratkilometer stor. Røyksundkanalen skiljer Moster från ön Bømlo. 
Det var på Moster som kung Olav Tryggvasson påbörjade kristnandet av Norge och enligt traditionen ska han ha rest den första kyrkan här år 995. Mosters gamla kyrka, som fortfarande finns kvar i dag, byggdes omkring år 1150 och är den äldsta kvarvarande kyrkan i Norge. Moster gamla kyrka ligger i tätorten Mosterhamn.
Det var på Mostratinget på Moster som kung Olof den helige och biskop Grimkjell år 1024 beslöt att kristendomen skulle vara statsreligion i Norge. 

## Mosters kommun
Mosters kommun var mellan 1916 och 1963 egen kommun i dåvarande Hordaland fylke. Kommunen hade 1 316 invånare i juli 1916, då Finnås kommun delades i Mosters, Bømlo och Bremnes kommuner. 
Den 1 januari 1963 slogs Mosters, Bremnes och Bømlo kommuner samman till den nya Bømlo kommun. Moster hade vid sammanslagningen 1 834 invånare.